# Lithocarpus echinotholus
Lithocarpus echinotholus là một loài thực vật có hoa trong họ Cử. Loài này được (Hu) H.Y.Chun & Huang ex Y.C.Hsu & H.W.Jen mô tả khoa học đầu tiên năm 1976.